# Kirche zu Kayna

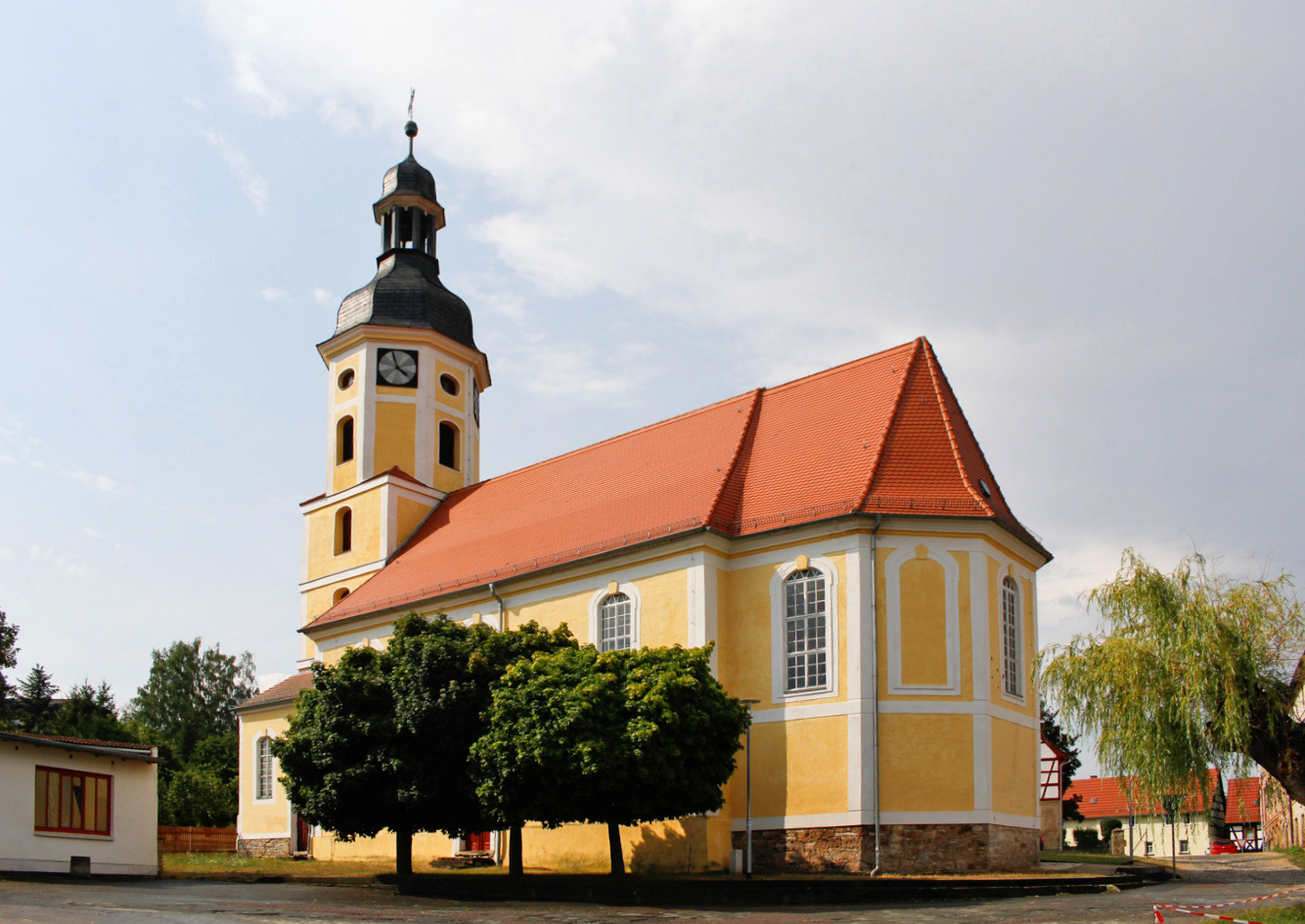
Kirche von Südosten

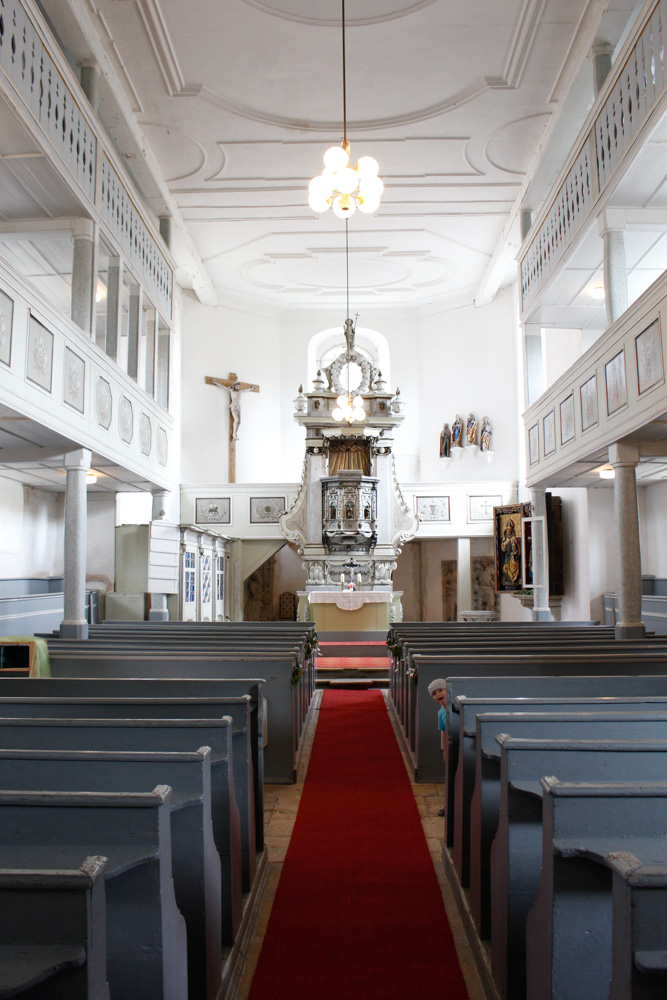
Innenraum Richtung Osten

Die Kirche zu Kayna ist die Dorfkirche von Kayna, einem Ortsteil der Stadt Zeitz im Burgenlandkreis in Sachsen-Anhalt. Sie hat keinen Schutzpatron und ist daher namenlos. Die Saalkirche hat einen Westturm und im Osten einen Fünfachtelschluss.

## Geschichte
Vermutlich an der Stelle eines Vorgängerbaus wurde von 1705 bis 1710 die Kirche erbaut. Der damalige Pfarrer war Kaspar List. Der Turmbau war am 1. Oktober 1709 beendet. Eine Urkunde im Turmknopf schildert die Lasten der Bevölkerung im Nordischen Krieg (1700–1721) durch die Sondersteuern Karls XII.
1751 wurde die Kirche ausgemalt. Ein mit einem Marienköpfchen gekrönter Bogen unter dem Chor soll von einem Wallfahrtsaltar der alten Kirche stammen.
1862 wurden an der Altarwand einige alte Figuren sowie ein aus dem 13. Jahrhundert stammender kunstvoller Wandelaltar befestigt. Dieser zeigt die hl. Anna auf Goldgrund, auf den beiden Türen einen Märtyrer und den hl. Sebastian. Die Kanzel schuf der Altenburger Jakob Werner und erhielt dafür 78 alte Schock. Die Kanzelfelder tragen die Figuren des Christus und der Evangelisten.
Der Kronleuchter von 1817 wird als Geschenk der Jugend ausgewiesen. Das Altarbild wurde 1859 gemalt. 1886 schaffte man für 450 Mark einen Blitzableiter an.
1868 schenkte der Mehlhändler Gottlieb Bräutigam der Kirche ein stilvolles Taufbecken aus Buntsandstein für den Altarraum. Ein Herr Weber aus dem Nachbarort Würchwitz vermachte der Kirche 1893 ein Kirchenfenster. Eine silberne Hostienschachtel schenkte eine Familie Wimmel nach der Schlacht von Königgrätz (1866) der Kirche zum Dank für die unversehrte Rückkehr ihres Sohnes aus der Schlacht.
1867 wurden die Kirchturmglocken umgegossen, die älteste trug die Inschrift St. Ottomar 1494, stammte also vermutlich aus der Vorgängerkirche. Der Uhrmacher Kirsten aus Dürrenberg stellte 1869 eine Turmuhr her.
Von Juli bis September 1891 wurde die Kirche umfassend renoviert und durch die Malerfamilie Wetzel aus Kayna neu ausgemalt, gefolgt von einer Dacherneuerung im Jahre 1892. Die finanziellen Mittel in Höhe von 2.564,48 Mark wurden aufgebracht durch einen 750-Mark-Zuschuss durch die Kirchgemeinde, ein Konzert des Lehrervereins brachte 87,50 Mark, 1.660,28 Mark erbrachte eine Kirchfahrt, die Orgel wurde für 300 Mark aus dem Kindergartenkapital repariert.
Durch weitere private Spenden erhielt die Kirche 80 bronzene Armleuchter, die Altarbekleidung, die Altarbibel, die Lutherbüste sowie die eisernen Altarbrüstungen. Die Einweihung der renovierten Kirche erfolgte am 20. September 1891.
Das Pfarrgebäude von 1731 wurde 1752 um- und ausgebaut.
Die Kirche gehört zum evangelischen Kirchspiel Zeitz.

## Architektur

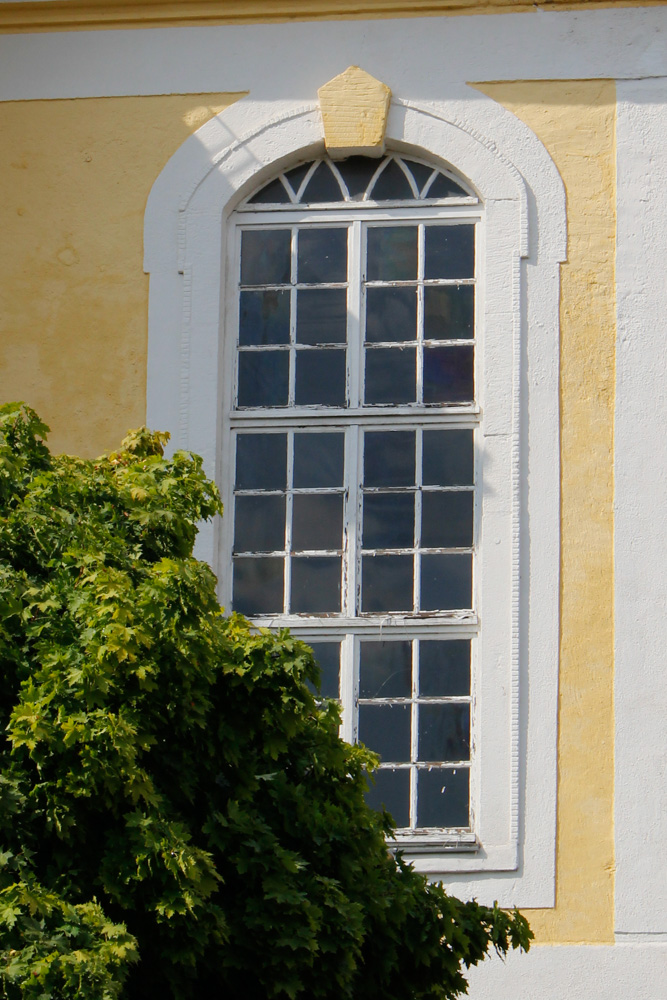
Südliches Chorfenster

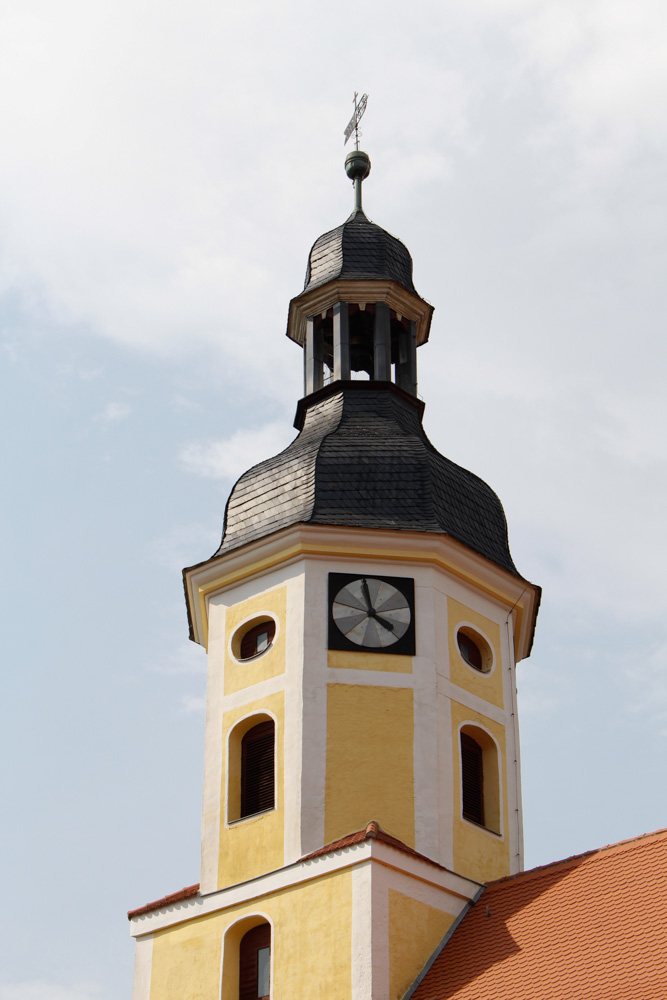
Turm

Die verputzte geostete Saalkirche auf rechteckigem Grundriss ist im Ortszentrum errichtet. Sie hat einen Westturm und einen eingezogenen Fünfachtelschluss, dessen Sockelbereich unverputzt ist. Langhaus und Chor werden von einem roten Satteldach mit gleich hohem Dachfirst bedeckt. An den Langseiten und im Chor belichten je drei große Fenster mit Stichbögen das Innere, das im Süden und Norden durch mittig angebrachte Portale erschlossen wird.
Der massiv aufgemauerte Westturm auf quadratischem Grundriss stammt im unteren Teil wahrscheinlich noch vom gotischen Vorgängerbau. Die östliche Pforte zum Langhaus weist spätgotische Überstabungen auf. Im Norden und Süden bringen Anbauten das Erdgeschoss auf die Breite des Langhauses. Ihre Pultdächer erreichen die Höhe der Traufe des Langhauses. An der Südseite des Turmanbaus ist eine hochrechteckige Tür eingelassen. Umlaufende Gesimse gliedern die einzelnen Turmgeschosse, die oberhalb der Firsthöhe des Langhauses in einen oktogonalen Aufbau übergehen. Die Geschosse werden durch Öffnungen mit Stichbogen belichtet, unterhalb der Traufe sind vier ovale Öffnungen eingelassen. Aus barocker Zeit stammt der Turmaufbau. Der achtseitigen geschwungenen Haube sind eine offene Laterne und eine kleine Welsche Haube aufgesetzt. Sie wird von einem Turmknauf und einer Wetterfahne bekrönt.

## Ausstattung

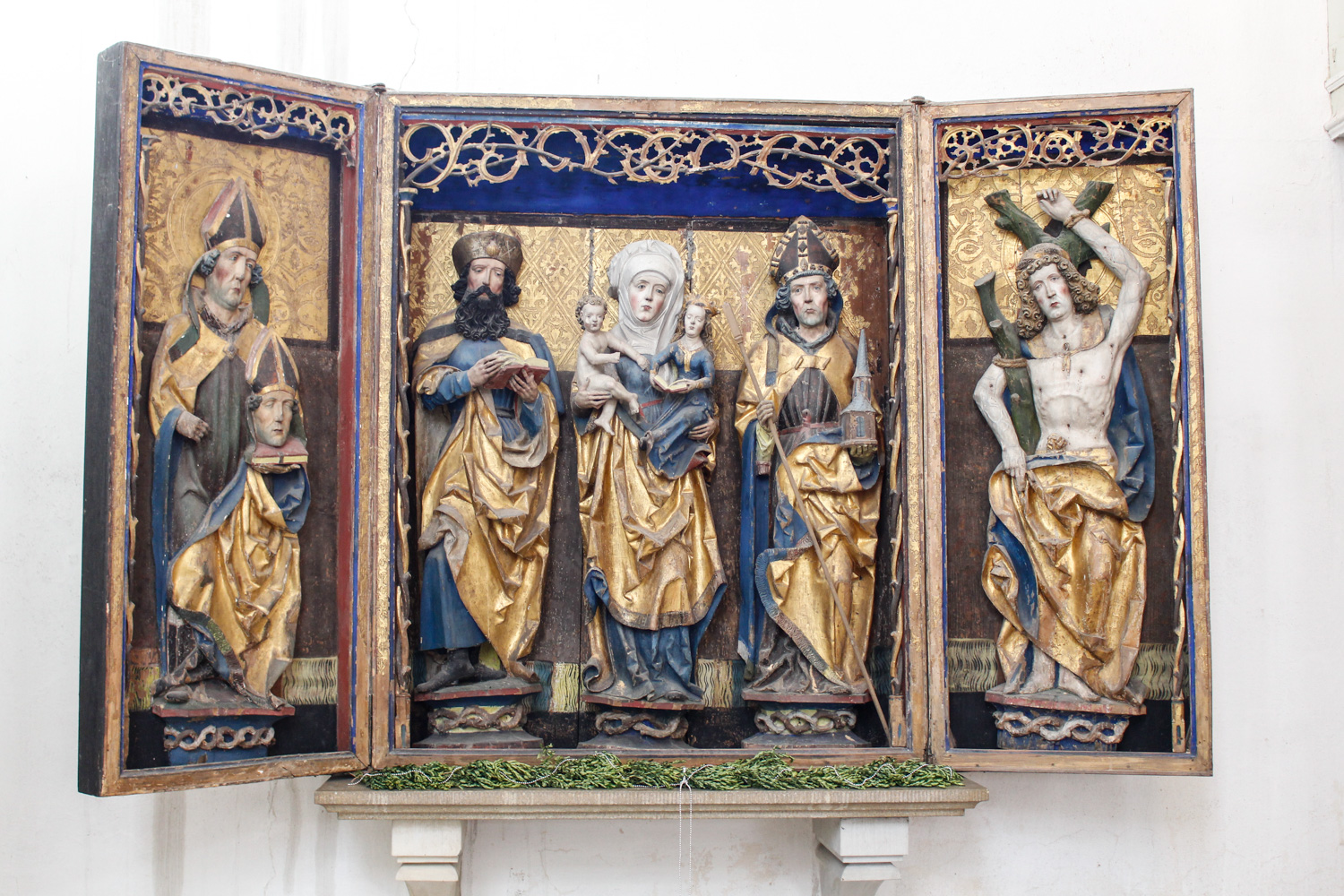
Spätgotischer Schnitzaltar

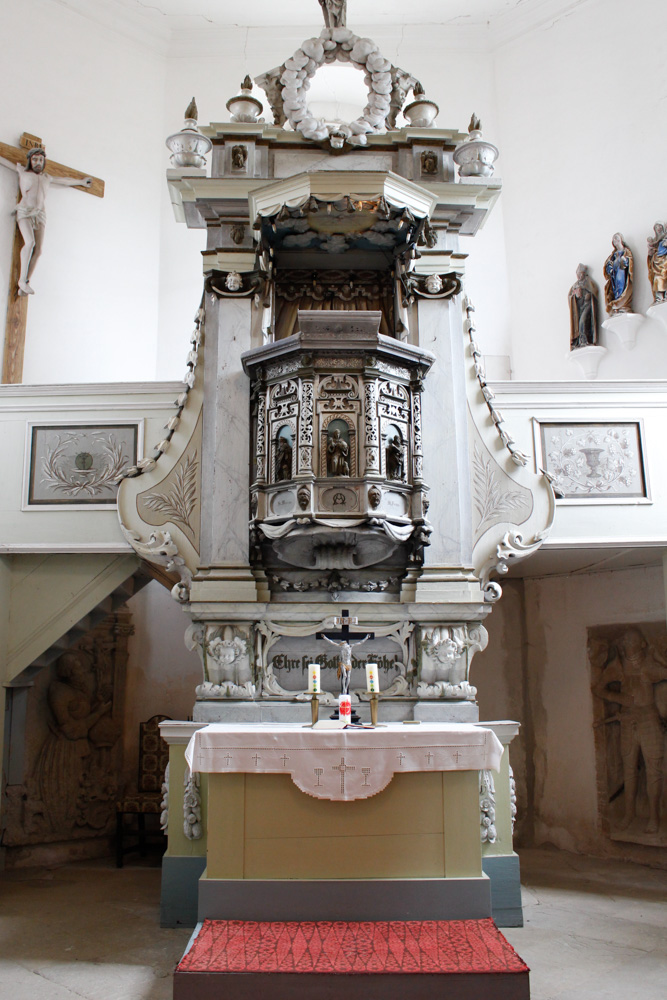
Barocker Kanzelaltar

Das Innere  des Gotteshauses wird durch eine Flachdecke abgeschlossen. Das Stuckwerk weist geometrische Formen auf und hat ursprünglich die nicht erhaltenen Malereien gerahmt. Zwei Längsunterzüge werden von viereckigen Pfosten getragen, deren unterste abgerundet sind. Die Pfosten beziehen die dreiseitig umlaufenden hölzernen Emporen ein, die an den Langseiten zweigeschossig sind. Die untere Empore hat kassettierte Brüstungsfelder mit aufgemalten Blumen in Grautönen, die obere Bretterwerk mit kleinen Öffnungen. Die konvexe Westempore dient als Aufstellungsort für die Orgel. Hinter dem Kanzelaltar ist eine Chorempore eingebaut, deren vier kassettierte Brüstungsfelder außen ein Kreuz in einem Kranz und innen einen Kelch und eine Oblate in einem Kranz zeigen.
Der bauzeitliche hölzerne Kanzelaltar integriert  ältere Teile. Hinter der blockförmigen Mensa mit kleinem Altarkreuz trägt die Predella die Inschrift „Ehre sei Gott in der Höhe“ (Lk 2,14a ), die von Rocaillen gerahmt und von zwei Engelköpfen flankiert wird. Der polygonale Kanzelkorb ist im Stil der Spätrenaissance reich verziert. Das mittlere Kanzelfeld zeigt den Salvator mundi, die seitlichen die vier Evangelisten unter Rundbögen (um 1600). Der Kanzelkorb wird von zwei Pilastern flankiert, die mit ausladenden geschwungenen Wangen ausgestattet sind. Der Oberbau mit vier bekrönenden Vasen ruht auf einem Architrav. Über einer kranzförmigen Wolkenglorie thront die Figur des Auferstandenen, die vermutlich in gotischer Zeit gefertigt wurde.
Aus den 1510er Jahren stammt der qualitativ hochwertige vorreformatorische Schnitzaltar, der an der Südseite des Chors aufgestellt ist. Das Triptychon wird Leonhardt Herrgott aus Zwickau zugeschrieben. Im Mittelfeld wird Anna selbdritt von Jakobus dem Älteren und Wolfgang von Regensburg umgeben. Auf den Seitenflügeln sind links Dionysius und rechts der heilige Sebastian dargestellt. Die Figuren unter durchbrochenem Rankenwerk tragen blau-goldene Gewänder. In der Südostecke stehen vier Heiligenfiguren aus der Zeit um 1500 auf Konsolen: Wolfgang, Nikolaus, Anna selbdritt und eine weibliche Heilige. Sie werden ebenso wie das große hölzerne spätgotische Kruzifix dem Umfeld von Matthias Plauener aus Zeitz zugeschrieben.
In der Nordostecke ist das Epitaph im Stil der Frührenaissance für G. von Ende († 1527) aufgestellt, das den Verstorbenen vor dem Kruzifix kniend darstellt, gerahmt von flachen Pilastern. Die Grabsteine eines Ehepaars von Ende und eines jungen Ritters stammen aus der zweiten Hälfte des 16. Jahrhunderts. Ein Grabstein für einen Herrn von Ende datiert von 1629. Unter der Orgelempore erinnert eine Gedenktafel unter einem Kragsturzbogen mit Spitzbogen an die Gefallenen des Jahres 1870.

## Orgel

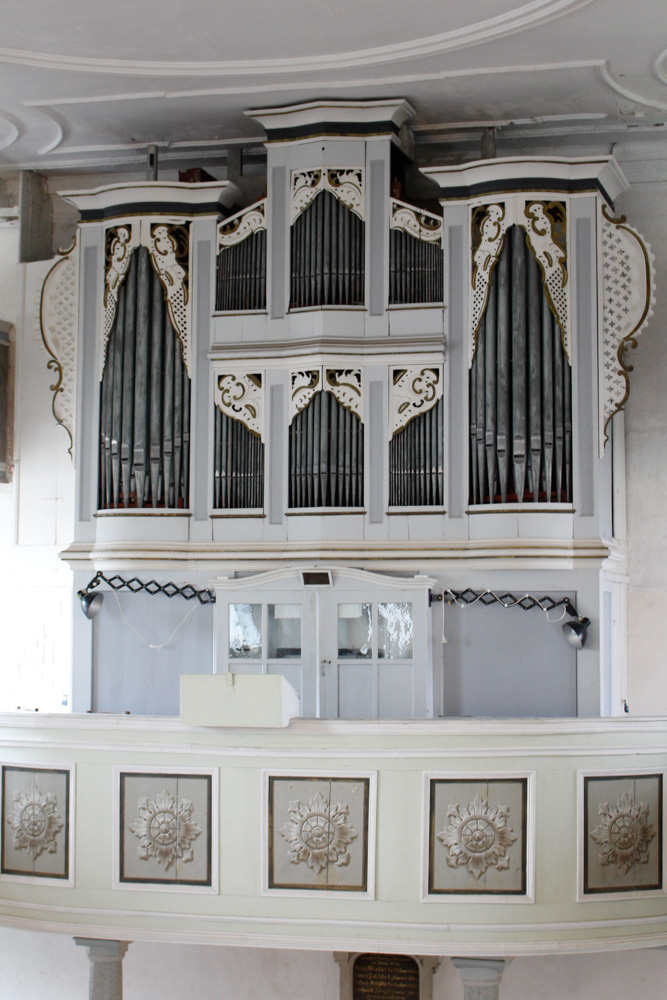
Prospekt der Poppe-Orgel

Die Orgel wurde im 18. Jahrhundert, vermutlich um das Jahr 1780, von der Orgelbauwerkstatt Poppe, vermutlich von Christian Friedrich I. Poppe, erbaut. Das Instrument kostete „315 alte Schock“. Im Zuge des Einbaus der Orgel im Chor musste der Eingang an der Westseite des Turms zugemauert werden. Das Instrument wurde im Laufe der Zeit umgebaut. Es verfügt heute über 17 Register auf zwei Manualen und Pedal. Die Trakturen sind mechanisch.
| I Manual CD–c3 |                |    |
| 1.             | Principal      | 8′ |
| 2.             | Viola da Gamba | 8′ |
| 3.             | Bordun         | 8′ |
| 4.             | Quintadena     | 8′ |
| 5.             | Oktave         | 4′ |
| 6.             | Kleingedackt   | 4′ |
| 7.             | Waldflöte      | 2′ |
| 8.             | Mixtur III     |    |

| II Manual CD-c3 |                  |       |
| 9.              | Lieblich Gedackt | 8′    |
| 10.             | Principal        | 4′    |
| 11.             | Gemshorn         | 4′    |
| 12.             | Octave           | 2′    |
| 13.             | Quinte           | 1 ⁄3′ |
| 14.             | Cornett III      |       |

| Pedalwerk CD–c1 |          |     |
| 15.             | Violon   | 16′ |
| 16.             | Subbaß   | 16′ |
| 17.             | Oktavbaß | 8′  |